# Distrito electoral de Grantsburg n.º 1
Grantsburg No. 1 (en inglés: Grantsburg No. 1 Precinct) es un distrito electoral ubicado en el condado de Johnson en el estado estadounidense de Illinois. En el Censo de 2010 tenía una población de 1915 habitantes y una densidad poblacional de 39,48 personas por km².

## Geografía
Según la Oficina del Censo de los Estados Unidos, tiene una superficie total de 48.51 km², de la cual 47.7 km² corresponden a tierra firme y (1.66%) 0.81 km² es agua.

## Demografía
Según el censo de 2010, había 1915 personas residiendo. La densidad de población era de 39,48 hab./km². De los 1915 habitantes, estaba compuesto por el 41.57% blancos, el 50.6% eran afroamericanos, el 0.1% eran amerindios, el 0.05% eran asiáticos, el 0% eran isleños del Pacífico, el 7.21% eran de otras razas y el 0.47% pertenecían a dos o más razas. Del total de la población el 9.09% eran hispanos o latinos de cualquier raza.